# Paul Franklin
Paul V. Franklin, né le 31 mai 1954 à Détroit (Michigan), est un multi-instrumentiste américain principalement connu pour son travail en tant que guitariste de pedal steel guitar. Il commença sa carrière dans les années 1970 en tant que membre du groupe de tournée de Barbara Mandrell ; il tourna également avec Mel Tillis (en), Dottie West et Jerry Reed. Il a depuis été un musicien de studio particulièrement prolifique à Nashville,. Il a été nommé « Best Steel Guitarist » par l'Academy of Country Music à plusieurs occasions. En plus de la pedal steel guitar et de la lap steel guitar, Franklin joue du dobro, du fiddle, de la batterie, mais également des instruments originaux comme le « Pedabro », la « Baritone Steel » et « The Box ».

## Innovations musicales
Paul Franklin a apporté de multiples innovations à la scène de la musique country. L'une d'entre elles, le Pedabro, est une sorte de Dobro associé à une pédale et joué comme une pedal steel guitar. Cet instrument fut inventé par son père,. Le premier hit enregistré avec le Pedabro fut Forever and Ever, Amen de Randy Travis.
Franklin a également créé deux nouvelles variantes de steel guitars, la première étant une sorte de lap steel acoustique surnommée « The Box » et l'autre étant une steel guitar baryton (ou bass steel guitar) appelée « The Baritone Steel »,.

## Collaborations
Paul Franklin a travaillé avec de nombreux groupes et artistes célèbres durant sa carrière, notamment Mark Knopfler et Dire Straits, Barbara Mandrell, Rodney Crowell, les Notting Hillbillies, Sting, Peter Frampton, George Strait, Alan Jackson, Faith Hill, Shania Twain, Barbra Streisand, Reba McEntire, Patty Loveless, Kathy Mattea et même Megadeth.
Franklin est membre du groupe The Time Jumpers (en), un groupe de country et bluegrass. En juillet 2013, Vince Gill et lui-même on sorti un album collaboratif appelé Bakersfield (en).

## Discographie

### Albums studio
| Titre                              | Détails                                                                                       | Meilleurs classements | Meilleurs classements    |
| Titre                              | Détails                                                                                       | Classement Country US | Classement Billboard 200 |
| ---------------------------------- | --------------------------------------------------------------------------------------------- | --------------------- | ------------------------ |
| Bakersfield (en) (avec Vince Gill) | - Date de sortie : 30 juillet 2013 - Label : MCA Nashville - Formats : CD, LP, Téléchargement | 4                     | 25                       |